# Gissing
Gissing – wieś w Anglii, w hrabstwie Norfolk, w dystrykcie South Norfolk. Leży 25 km na południowy zachód od Norwich i 135 km na północny wschód od Londynu.
Miejscowość liczy 254 mieszkańców.